# Christiane Gohl
Christiane Gohl (Bochum, Rin del Nord-Westfàlia, Alemanya, 1958) és una escriptora alemanya que escriu sota els pseudònims de Sarah Lark, Ricarda Jordan, Elisabeth Rotenberg o bé amb el seu mateix nom (Christiane Gohl), que va canviar a petició dels editors alemanys, per ser identificada com la dona dels cavalls, en referència als més de 150 llibres sobre equitació que va escriure, encara que alguns dels quals els va signar amb els noms d'Elisabeth Rotenberg, Leonie Bell i Stephanie Tano. Les seves novel·les les ha signat amb els pseudònims de Sarah Lark i Ricarda Jordan. Després d'un viatge a Espanya com a turista, va decidir establir la seva residència a Los Gallardos, a la província d'Almeria (Andalusia). Va estudiar educació, i treballà com a periodista i redactora publicitària; i, a més, va ser guia turística, professió que la va dur a conèixer Nova Zelanda. A aquest país se situen les històries que l'han feta una autora de novel·les reconeguda, amb la trama basada en la cultura maori i la colonització d'aquell mateix país.

## Obres
Com a Sarah Lark
- ; Sèrie "Trilogía dels maorís I" (ambientada a Nova Zelanda)

1. Al país del núvol blanc[2] (Im Land der weißen Wolke, 2007), Ediciones B.
2. La cançó dels maoris (Das Lied der Maori, 2008)
3. El crit de la terra (Der Ruf des Kiwis, 2009)
4. Una promesa a la fi del món (Hoffnung am Ende der Welt, 2017)

- ; Sèrie "Trilogia Kauri" (ambientada a Nova Zelanda)

1. Cap als mars de la llibertat (Das Gold der Maori, 2010).
2. A l'ombra de l'arbre kauri (Im Schatten des Kauribaums, 2011).
3. Les llàgrimes de la deessa maorí (Die Tränen der Maori-Göttin, 2012).

- ; Sèrie "Trilogia dels maoris II" / "Trilogia del Foc" (ambientada a Nova Zelanda)

1. L'Estació de les flors enceses (2015) (Die Zeit der Feuerblüten, 2013).
2. La remor del cargol de mar (2016) (Der Klang des Muschelhorns, 2013).
3. La llegenda de la muntanya de foc (2016) (Legende des Feuerberges, 2015).

- ; Sèrie del Carib (ambientada a Jamaica i l'illa Hipaniola)

1. L'illa de les mil fonts (Die Insel der tausend Quellen, 2011).
2. Onades del destí (Die Insel der roten Mangroven, 2013).

Sota cels llunyans (2018)
Allà on neix el dia (2021)
Com a Ricarda Jordan
- Die Pestärztin, 2009.
- Der Eid der Kreuzritterin, 2010.
- Das Geheimnis der Pilgerin, 2011.
- Das Erbe der Pilgerin (2012).
- Die Geisel des Löwen (2013).
- Tochter der Elbe (2014).

Com a Christiane Gohl
- Ein Pflegepferd für Julia (1993)
- Julia und das weiße Pony (1993)
- Julia und der Hengst aus Spanien (1993)
- Julias erster Wanderritt (1994)
- Julia und das Springpferd (1995)
- Ein Traumpferd für Julia (1996)
- Julia und ihr Fohlen (1996)
- Julia - Aufregung im Reitverein (1997)
- Freizeitpferde selber schulen. Jungpferde erziehen, ausbilden, anreiten (1997)
- Julia und der Dressurstar (1998)
- Julia - Neue Pferde, neue Freunde (1998)
- Julia - Ein Pferd für zwei (1999)
- Julia und der Pferdeflüsterer (1999)
- Julia - Reitbeteiligung gesucht (2000)
- Julia und die Nachtreiter (2000)
- Julia und das Reitturnier (2001)
- Julia - Eifersucht im Reitstall (2001)
- Julia - Ferienjob mit Islandpferden (2002)
- Julia - Ferien im Sattel (2002)
- Julia - Reiterglück mit Hindernissen (2005)
- Julia am Ziel ihrer Träume (2006)
- Indalo (Indalo, 2007), publicada per Ediciones B en 2015 en castellà.
- Ein Pony für uns beide (2009)
- Lea und die Pferde - Pferdefrühling Boje Verlag, 2011)
- Lea und die Pferde - Das Traumpferd fürs Leben (2011)
- Lea und die Pferde - Herzklopfen und Reiterglück (2011)
- Lea und die Pferde - Ein Joker für alle Fälle (2011)
- Lea und die Pferde - Sommer im Sattel (2011)
- Lea und die Pferde - Reitfieber (2011)
- Lea und die Pferde - Stallgeflüster (2011)
- Lea und die Pferde - Pferde, Sonne, Ferienglück (2011)
- Lea und die Pferde - Ein Herz für Joker (2011)

Com a Elisabeth Rotenberg
- Von Ponys und Pferden (1998)
- Vom Reiten und Voltigieren (1999)